# Кастело дел'Аква
Кастело дел'Аква (итал. Castello dell'Acqua) је насеље у Италији у округу Сондрио, региону Ломбардија.
Према процени из 2011. у насељу је живело 77 становника. Насеље се налази на надморској висини од 626 м.

## Становништво
| 1936. | 1951. | 1961. | 1971. | 1981. | 1991. | 2001. | 2011. |
| ----- | ----- | ----- | ----- | ----- | ----- | ----- | ----- |
| 1.237 | 1.174 | 1.041 | 843   | 776   | 740   | 700   | 643   |